# 岡部金治郎
岡部 金治郎（おかべ きんじろう、1896年〈明治29年〉3月27日 - 1984年〈昭和59年〉4月8日）は、日本の工学者。専門は電子工学。
マグネトロンを実用的なマイクロ波源とする分割陽極マグネトロンを発明し､日本の十大発明家に選ばれた。東北大学で助教授、名古屋高等工業学校、大阪帝国大学、近畿大学で教授を歴任。学士院恩賜賞、文化勲章の受章者。八木秀次に師事。

## 人物

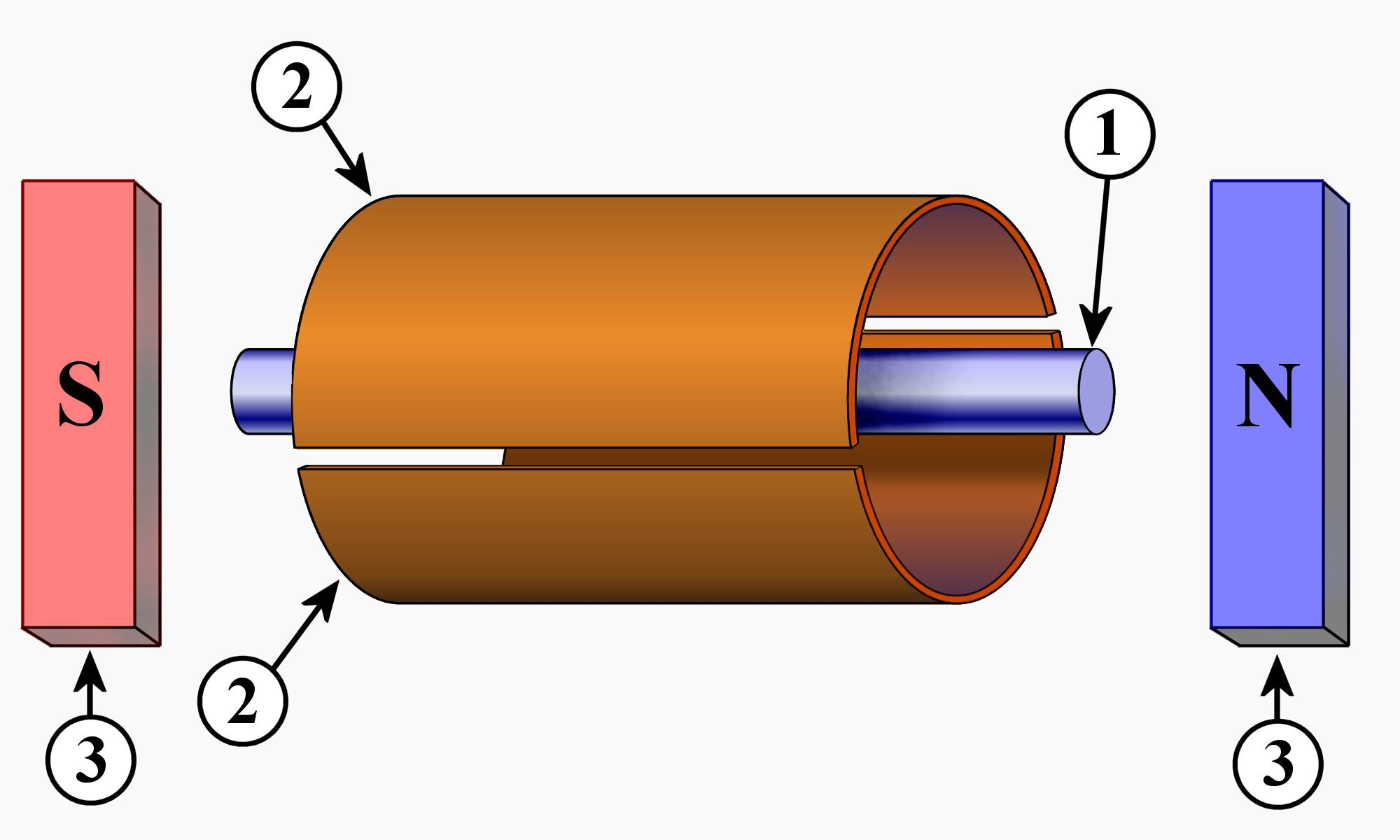
分割陽極型マグネトロンの構造:
1) カソード, 2) アノード, 3) 永久磁石

1896年（明治29年）、名古屋市に生まれる。旧制愛知県立第五中学校（現・愛知県立瑞陵高等学校）を経て、1916年（大正5年）名古屋高等工業学校（現・名古屋工業大学）紡織科卒業。1917年1月に高田商会大阪支店に入社、同8月に東北帝国大学理科大学助手を経た後、1918年（大正7年）9月、東北帝国大学理科大学物理科入学。1919年（大正8年）9月、東北帝国大学工学部電気工学科に入学。1922年（大正11年）3月に東北帝国大学工学部電気工学科卒業。
卒業後は東北帝大に奉職し、同年3月に講師、1925年3月に助教授となる。アメリカのアルバート・ハル (Albert Hull) により低周波用増幅管として発表されていた単陽極マグネトロンを用いて学生と実験をしているときに印加磁界Hと陽極電流Iとの関係が理論値からずれていることに気付き、何らかの発振現象が起きていることを発見した。
1927年（昭和2年）、円筒状陽極を軸方向に2分割しその間に振動回路を形成したものが効率良くマイクロ波（当時は波長3cm、周波数10GHz、振動モードとしてはA型振動とB型振動）を安定して発振できることを見出し、多分割陽極マグネトロン(Multi-Split-Anode Magnetron)の開発の端緒となった。
この発見は優れた研究として国内外から着目された。その時点までの最短の発振波長（最高周波数）がドイツで発表されていたバルクハウゼン-クルツ振動管（BK管）による波長24cm、周波数1.25GHzのものであったためである。
1929年（昭和4年）に東北帝国大学より工学博士の学位を授与された。論文の題は『「マグネトロン」ニ依ル不減衰超短波長電気振動ノ発生ニ関スル研究』。
1929年（昭和4年）から1934年（昭和9年）まで名古屋高等工業学校教授。東北帝国大学時代の恩師である八木秀次が大阪帝国大学（現・大阪大学）理学部を創設する際、要請を受けて1935年（昭和10年）大阪帝大理学部助教授に就任。1939年（昭和14年）に教授昇任、同大学産業科学研究所、1956年（昭和31年）に大阪大学名誉教授、同年より近畿大学教授就任、1966年（昭和41年）近畿大学九州工学部長を務める等、長年にわたり学生の教育指導と研究に携わった。
電磁波に関する研究会である輻射科学研究会を熊谷三郎らとともに開催し、電磁波工学の発展にも尽力した。
1935年（昭和10年）には大阪管を発明し、マイクロ波発生装置の開発とその機構解明に卓越した業績を残した。1944年（昭和19年）、文化勲章受章。朝日賞、日本学士院賞恩賜賞、1969年（昭和44年）の勲一等瑞宝章受章など、数多くの栄誉を受けている。
1984年（昭和59年）、老衰のため逝去。
愛弟子には元富士通研究所所長を務めた三杉隆彦、京都大学教授を務めた佐々木昭夫らがおり、他にも多くの人材を育成した。